# The Shannara Chronicles
The Shannara Chronicles este un serial TV american fantastic dramatic creat de Alfred Gough și Miles Millar. Este o ecranizare a trilogiei originale Shannara scrisă de Terry Brooks. A avut premiera pe MTV în SUA la 5 ianuarie 2016. Primul sezon este format din 10 episoade.
La 20 aprilie 2016, MTV a confirmat realizarea unui al doilea sezon al serialului The Shannara Chronicles. Cu toate acestea, la 11 mai 2017, a fost anunțat că serialul va fi mutat pe canalul Spike înainte de premiera sezonului, Spike ca și MTV este deținut  în totalitate de compania Viacom.

## Prezentare
Povestea are loc la sute de ani de la distrugerea civilizației actuale printr-un Mare Război care a făcut nelocuibilă mare parte a planetei și a transformat ultimii supraviețuitori în oameni, elfi, pitici,  gnomi sau troli.  În același timp, mare parte a tehnologiei s-a pierdut, acesta fiind motivul pentru care rasa umană a fost aruncată înapoi într-o lume medievală.
Un copac elf cunoscut sub numele de "Ellcrys" este pe moarte; vestea proastă este că pomul era ultima sursă de magie care protejează cele "Patru Ținuturi" (Four Lands) de lumea demonilor. Amberle Elessedil (Poppy Drayton) este singura care poate salva copacul, ea trebuie să elibereze magia pe care elfii nu au mai folosit-o de mii de ani. Cu ajutorul lui Wil Ohmsford (Austin Butler) și a Eretriei (Ivana Baquero) va porni într-o călătorie de căutare a  magiei pierdute, cu toate acestea misiunea nu va fi una ușoară.

## Actori și personaje

### Roluri principale
- Austin Butler ca Wil Ohmsford
- Poppy Drayton ca Amberle Elessedil
- Ivana Baquero ca Eretria
- Manu Bennett ca Allanon
- Aaron Jakubenko ca Ander Elessedil

### Roluri secundare
- James Remar ca Cephalo
- Daniel MacPherson ca Arion Elessedil
- Jed Brophy - The Dagda Mor
- Brooke Williams - Catania
- Emelia Burns - Commander Tilton
- Mattias Inwood ca Lorin
- Marcus Vanco ca Bandon
- John Rhys-Davies ca Eventine Elessedil
- Vanessa Morgan ca Lyria

## Episoade
| № | #            | Titlu              | Regia                                       | Scenariu          | Premiera | Audiență SUA (milioane) |
| --- | ------------ | ------------------ | ------------------------------------------- | ----------------- | -------- | ----------------------- |
| 1–2 | „Chosen”     | Jonathan Liebesman | Alfred Gough & Miles Millar                 | 5 ianuarie 2016   | 101–102  | 1.03                    |
| Amberle, o prințesă elf, participă la o întrecere rezervată în mod normal doar bărbaților. Aceasta este o întrecere prin care primii șapte câștigători devin noii Aleși, agenți ai Ellcrys-ului - marele copac care ține înlănțuită o mare armată de demoni în Tărâmul Interzis, conform legendei. Ea termină cursă pe locul șapte și ajunge unul dintre cei șapte Aleși. Când Amberle atinge copacul, are o viziune a unor elfi uciși și leșină. Între timp, Druidul Allanon se trezește după un somn lung de refacere a magiei consumate în Războiul Raselor. Wil Ohmsford o vede pe mama sa cum moare în fața lui, dar nu înainte de a-i da Pietrele Elfilor, un puternic artefact magic care a aparținut tatălui său mort. Wil decide să meargă la Storlock, satul vindecătorilor pentru a învăța arta vindecării acolo. Pe drum este atacat de un troll, dar este salvat de o fată din clanul Hoinarilor, Eretria. Aceasta îl duce într-o casă despre care se presupune că este a ei, apoi îl droghează și-i fură Pietrele Elfilor. Allanon se întâlnește cu regele elfilor, Eventine, în orașul Arborlon și-l avertizează că marele copac Ellcrys este pe moarte. Când Arion, fiul lui Eventine, protestează, Allanon confirmă că legenda este adevărată și că Ellcrys ține închiși demonii - druizi care au fost corupți de magia neagră. Apoi Allanon pleacă să-l caute pe Wil și îl găsește în casa Eretriei, care a dispărut cu Pietrele Elfilor. Între timp, demonul Dagda Mor este eliberat în Tărâmul Interzis odată cu căderea unei frunze a copacului Ellcrys, împreună cu Changeling (un demon care își schimbă forma). Dagda Mor plănuiește să-i elimine pe cei Aleși. Amberle, bântuită de viziunile pe care le are de la copacul Ellcrys, fuge din orașul Arborlon. Pe drum, ea o atacă pe Eretria și îi fură din mâncare și calul și apoi se duce la Wing Hove ca să se întâlnească cu sora lui Eventine, Pyria. Între timp, Allanon îl duce pe Wil la Paranor, Fortăreața Druizilor, pentru a afla secretul însănătoșirii copacului Ellcrys. Aici Allanon îi dovedește lui Wil că magia nu a murit în Războiul Raselor care a avut loc cu de 30 de ani în urmă, folosind-o pentru a descoperi Codexul din Paranor, codexul druizilor. Aparent, Dagda Mor îl atacă pe Allanon, dar atacul este doar în mintea lui Allanon deoarece Dagda Mor nu are voie să părăsească Tărâmul Interzis înainte ca ultima frunză a lui Ellcrys să cadă. Allanon și Wil află din Codex că doar Aleșii sunt cheia pentru reînnoirea copacului Ellcrys; cu toate acestea, Changeling ia înfățișarea prințesei Ambrele și-i ucide pe toți Aleșii, cu excepția prințesei care se află la Wing Hove, la mătușa sa Pyria, departe de oraș. O nouă frunză cade în Tărâmul Interzis și apare Furia, un demon cu aripi. Allanon și Wil se duc după Ambrele la Wing Hove, dar aici sunt atacați de Furia. În finalul episodului, Furia îl aruncă de pe o stâncă pe Allanon, o ucide pe Pyria și apoi își îndreaptă atenția asupra lui Wil și Amberle ... |              |                    |                                             |                   |          |                         |
| 3 | „Fury”       | James Marshall     | Alfred Gough & Miles Millar                 | 12 ianuarie 2016  | 103      | 0.92                    |
| 4 | „Changeling” | James Marshall     | Alfred Gough & Miles Millar                 | 19 ianuarie 2016  | 104      | 0.75                    |
| 5 | „Reaper”     | Brad Turner        | Scenariu de: Evan Endicott & Josh Stoddard  | 26 ianuarie 2016  | 105      | 1.03                    |
| 6 | „Pykon”      | Brad Turner        | Scenariu de: Zander Lehmann                 | 2 februarie 2016  | 106      | 0.97                    |
| 7 | „Breakline”  | Jesse Warn         | Deanna Kizis                                | 9 februarie 2016  | 107      | 0.80                    |
| 8 | „Utopia”     | Jesse Warn         | April Blair                                 | 16 februarie 2016 | 108      | 0.78                    |
| 9 | „Safehold”   | Brad Turner        | Evan Endicott & Josh Stoddard               | 23 februarie 2016 | 109      | 0.72                    |
| 10 | „Ellcrys”    | Brad Turner        | April Blair & Evan Endicott & Josh Stoddard | 1 martie 2016     | 110      | 0.85                    |

## Producție

### Concepție și dezvoltare
Sonar Entertainment și Farah Films au achiziționat drepturile TV de autor ale universului Shannara în 2012. În decembrie 2013 a fost anunțat că va fi realizat de către  MTV un serial TV bazat pe o serie de cărți.
Serialul este produs de Dan Farah, Jon Favreau, Miles Millar, Al Gough, Jonathan Liebesman și de scriitorul Terry Brooks. Brooks a afirmat într-un interviu că este mulțumit de modul în care povestea sa a fost ecranizată.
La fel ca și adaptarea pentru televiziune a seriei Cântec de gheață și foc, serialul The Shannara Chronicles nu a fost adaptat în ordinea cărților și cronologiei din trilogia originală ci mai degrabă într-un amestec al conținutului. Prima carte a seriei care a fost în mare parte ecranizată este  The Elfstones of Shannara, al doilea roman al trilogiei, unele elemente din alte romane apărând ca fiind adaptate treptat în serial.

### Distribuție
Vedetele serialului sunt Ivana Baquero, Manu Bennett, Austin Butler, Poppy Drayton, Emelia Burns și John Rhys-Davies.

### Filmările
Filmările primului sezon de 10 episoade au avut loc în Noua Zeelandă la Studiourile de Film din Auckland în iunie 2015. Primul trailer a apărut la 10 iulie 2015.
O versiune TV a trailerului a fost prezentată la 2015 MTV Video Music Awards.

## Lansare

### Transmisie TV
The Shannara Chronicles a avut premiera pe MTV în SUA și Canada la 5 ianuarie 2016, premiera sezonului având episod două episoade, în total 2 ore, acesta fiind transmis după premiera sezonului 5B al serialului Teen Wolf season 5B premiere. Episoadele noi sunt programate pentru a difuzate în fiecare marți la 10/9c.
Al treilea și al patrulea episod au fost lansate online după premiera primelor două episoade la 5 ianuarie 2016, înainte de premiera lor TV.